# Битка за Запорожие
Битката за Запорожие започва на 27 февруари 2022 г., по време на руското нападение над Украйна през 2022 г. Запорожие е голям град по поречието на река Днепър в Централна Украйна.

## Битката
На 26 февруари руският 22-ри армейски корпус настъпва на север от Крим и започва да се приближава до Запорожската атомна електроцентрала.
На 27 февруари се съобщава за боеве в южните покрайнини на Запорожие, без жертви. Руските сили започват да обстрелват Запорожие по-късно същата вечер. Съобщава се и за боеве във Василивка, град южно от Запорожие.
На 28 февруари руското министерство на отбраната обявява превземането на близкия град Енергодар, където се намира електроцентралата. Кметът на Енергодар обаче отрича твърдението, че украинските сили са загубили контрол над града.